# Ing Cup
La Ing Cup è un torneo internazionale di Go, tra i più prestigiosi del mondo.

## Torneo
Il premio per il vincitore è di 400.000 dollari americani, il che lo rende il torneo con il premio più alto al mondo (più del torneo Kisei giapponese), è stato fortemente voluto dall'industriale appassionato di go Ing Chang-ki, a cui deve il nome.
Il torneo ha cadenza quadriennale ed è sponsorizzato, oltre che da Ing, anche dal giornale Yomiuri Shimbun ed è organizzato dalla Nihon Ki-in e dalla Kansai Ki-in.
I primi turni sono ad eliminazione diretta con partita secca, mentre le semifinali sono al meglio delle 3 partite e la finale al meglio delle 5 partite. Una particolarità del torneo è che utilizza le regole Ing per il calcolo del punteggio; il komi è di 8 punti.
Causa pandemia, la 9ª edizione della Ing Cup, che si sarebbe dovuta disputare nel 2020, si è dilungata fino al 2023, con tutti i turni, a eccezione della finale, disputati online.

## Albo d'oro
| Edizione | Anno      | Vincitore      | Punteggio | Finalista      | Semifinalisti | Semifinalisti     |
| -------- | --------- | -------------- | --------- | -------------- | ------------- | ----------------- |
| 1        | 1988/89   | Cho Hun-hyun   | 3–2       | Nie Weiping    | Rin Kaiho     | Hideyuki Fujisawa |
| 2        | 1992/93   | Seo Bong-soo   | 3–2       | Hideo Otake    | Rui Naiwei    | Cho Chikun        |
| 3        | 1996      | Yoo Chang-hyuk | 3–1       | Yoda Norimoto  | Rin Kaiho     | Cho Chikun        |
| 4        | 2000/01   | Lee Chang-ho   | 3–1       | Chang Hao      | Yu Bin        | Wang Ming-wan     |
| 5        | 2004/05   | Chang Hao      | 3–1       | Choi Cheol-han | Peng Quan     | Song Tae-kon      |
| 6        | 2008/09   | Choi Cheol-han | 3–1       | Lee Chang-ho   | Liu Xing      | Lee Se-dol        |
| 7        | 2012/13   | Fan Tingyu     | 3–1       | Park Jung-hwan | Lee Chang-ho  | Xie He            |
| 8        | 2016      | Tang Weixing   | 3–2       | Park Jung-hwan | Lee Se-dol    | Shi Yue           |
| 9        | 2020-2023 | Shin Jin-seo   | 2–0       | Xie Ke         | Zhao Chenyu   | Ichiriki Ryo      |
| 10       | 2024      | Ichiriki Ryo   | 3–0       | Xie Ke         | Ke Jie        | Xu Haohong        |